# 关村静乐宫
关村静乐宫，位于山西省长治市潞州区老顶山街道关村，是一处山西省文物保护单位。
2021年8月4日，关村静乐宫公布为第六批山西省文物保护单位，年代为清，古建筑类，编号6-141。